# Anorthodes triquetra
Anorthodes triquetra là một loài bướm đêm trong họ Noctuidae.